# Alexander Edmondson
Alexander Edmondson (Miri, Sarawak, Malàisia, 22 de desembre de 1993) és un ciclista australià actualment a l'UCI WorldTeam Team DSM–Firmenich. Combina el ciclisme en pista amb la carretera. Ha guanyat dos Campionats del món de persecució per equips i un de persecució individual, i una medalla de plata als Jocs Olímpics de Rio de 2016 en Persecució per equips.
És el germà de la també ciclista Annette Edmondson.

## Palmarès en pista
- 2011
  -  Campió del món júnior en Persecució per equips, amb Jack Cummings, Alexander Morgan i Jackson Law
  -  Campió del món júnior en Madison, amb Jackson Law
  -  Campió d'Austràlia de persecució per equips, amb Glenn O'Shea, Damien Howson i Rohan Dennis
- 2012
  -  Campió d'Oceania en Madison, amb Luke Davison
  -  Campió d'Austràlia de persecució per equips, amb Glenn O'Shea, Jack Bobridge i Rohan Dennis
- 2013
  -  Campió del món de persecució per equips, amb Glenn O'Shea, Alexander Morgan i Michael Hepburn
  -  Campió d'Austràlia de persecució per equips, amb Glenn O'Shea, Luke Davison i Miles Scotson
  -  Campió d'Austràlia de puntuació
- 2014
  -  Campió del món de persecució individual
  -  Campió del món de persecució per equips, amb Glenn O'Shea, Luke Davison i Mitchell Mulhern
  - Medalla d'or als Jocs de la Commonwealth en Persecució per equips, amb Jack Bobridge, Luke Davison i Glenn O'Shea
  -  Campió d'Austràlia de persecució per equips, amb Glenn O'Shea, Jack Bobridge i Luke Davison
  -  Campió d'Austràlia de persecució
  -  Campió d'Austràlia d'Òmnium
  -  Campió d'Austràlia de madison, amb Luke Davison
- 2015
  -  Campió d'Austràlia de persecució per equips, amb Callum Scotson, Alexander Porter i Miles Scotson
- 2016
  -  Medalla de plata als Jocs Olímpics de Rio de Janeiro en persecució per equips, amb Jack Bobridge, Michael Hepburn, Sam Welsford i Callum Scotson
  -  Campió d'Austràlia en Scratch
  -  Campió d'Austràlia de persecució per equips, amb Miles Scotson, Alexander Porter i Callum Scotson

### Resultats a laCopa del Món
- 2011-2012
  - 1r a Londres, en Persecució per equips
  - 1r a Astanà, en Madison
- 2013-2014
  - 1r a Aguascalientes, en Persecució per equips
- 2015-2016
  - 1r a Cambridge, en Persecució per equips

## Palmarès en carretera
- 2013
  - Vencedor d'una etapa al Tour de Tasmània
  - Vencedor de 2 etapes al Tour of the Murray River
- 2015
  - 1r al Tour de Flandes sub-23
  - 1r al Trofeu Antonietto Rancilio
- 2018
  -  Campionat d'Austràlia de ciclisme en ruta

### Resultats al Giro d'Itàlia
- 2017. No surt (16a etapa)

### Resultats a la Volta a Espanya
- 2018. 155è de la classificació general
- 2020. 135è de la classificació general

### Resultats al Tour de França
- 2023. 146è de la classificació general